# Taras Bulba (film fra 1924)
Taras Bulba er en tysk stumfilm fra 1924 instrueret af Joseph N. Ermolieff og Vladimir Strizhevsky.

## Medvirkende
- J.N. Douvan-Tarzow som Taras Bulba
- Oscar Marion som Andry
- Clementine Plessner
- Helena Makowska som  Panotschka
- N.N. Novitzky som Woiwode
- Alexander Polonsky som Jankel
- Josef Rounitch som Ostap
- Lia Tschung Tsching